# All I See
»All I See« je pop-R&B pesem avstralske pevke Kylie Minogue z njenega desetega glasbenega albuma, X (2007). Napisali so jo Jonas Jeberg, Mich Hedin Hansen in Edwin »Lil' Eddie« Serrano, producirala pa sta jo jo Jonas Jeberg in Edwin »Lil' Eddie« Serrano. 11. marca 2008 so pesem izdali kot glavni singl z albuma v Severni Ameriki. Pesem je 15. aprila 2008 izšla preko radijev. Tudi različica pesmi z raperjem Mimsom je izšla preko radijev in kot dodatna pesem na ameriški izdaji albuma X. Pesem je vključevala tudi interpretacijo pesmi »Outstanding«, ki jo je napisal Raymond Calhoun in jo je izvedla glasbena skupina The Gap Band.

## Promocija
Da bi promovirala singl je Kylie Minogue nastopila v intervjujih v mnogih ameriških televizijskih kanalih. 31. marca 2008 je nastopila v oddaji Today, kjer jo je intervjuval Matt Lauer. 1. aprila je tistega leta Kylie Minogue v oddaji Dancing with the Stars nastopila s pesmijo »All I See«. 7. aprila 2008 je pesem »All I See« izvedla v oddaji The Ellen DeGeneres Show. Singl so v Združenih državah Amerike in Kanadi izdali predvsem zato, da bi se Kylie Minogue povečal komercialni uspeh tudi tam. Pesem je na ameriški in kanadski lestvici plesnih pesmi zasedla tretje mesto.

## Videospot
Promocijski videospot za pesem »All I See« je režiral William Baker, kreativni vodja večine projektov Kylie Minogue. Posneli so ga v treh urah, ko je imela Kylie Minogue premor med vajami za turnejo KylieX2008. Posneli so ga v črno-beli tehniki in v njem Kylie Minogue ob spremljevalnem plesalcu Marcu da Silvi oblečena v različna oblačila pleše pred belim ozadjem. Videospot je izšel 18. aprila 2008 preko spletne strani Kylie Minogue.

## Nastopi v živo
Kylie Minogue je s pesmijo »All I See« nastopila na naslednjih turnejah:
- KylieX2008 (akustična različica, samo nekatere turneje)

## Seznam verzij
To je seznam vseh različic izida pesmi »All I See«.
| Ameriški promocijski CD s singlom #1 (5099951495428; izdano leta 2008) 1. »All I See« – 3:04 2. »All I See« (inštrumentalno) – 3:04 Ameriški promocijski CD s singlom #2 (5099921376429; izdano leta 2008) 1. »All I See« skupaj z Mimsom – 3:51 2. »All I See« – 3:04 Ameriški promocijski CD DJ-ja Marka Pichiottija 1. »All I See« (vokalni remix Marka Picchiottija) 2. »All I See« (različica Marka Picchiottija) 3. »All I See« (funk vokalni remix Marka Picchiottija) 4. »All I See« (funk klubski remix Marka Picchiottija) 5. »All I See« (Mark Picchiotti Proper Radio Edit) 6. »All I See« (funk remix Marka Picchiottija) Avstralski digitalni singl 1. »All I See« skupaj z Mimsom – 3:51 2. »All I See« (različica z albuma) – 3:04 3. »In My Arms« (remix) – 5:05 | Ostale uradne različice 1. »All I See« (izvirna klubska različica/MARK!-ova klubska različica) – 7:09 2. »All I See« (izvirni razširjeni remix/MARK!-ov klubski vokalni remix) – 7:12 3. »All I See« (MARK!-ov latino radijski remix) – 3:15 4. »All I See« (MARK!-ov latino vokalni remix) – 7:50 5. »All I See« (MARK!-ov latino klubski remix) – 7:42 6. »All I See« (MARK!-ov radijski remix) – 3:22 7. »All I See« (MARK!-ov vokalni remix) – 7:31 8. »All I See« (MARK!-ov klubski remix) – 7:48 |

## Dosežki
| Lestvica (2008)                                         | Dosežek |
| ------------------------------------------------------- | ------- |
| Kanada (Canadian Hot 100)                               | 81      |
| Madžarska (Mahasz)                                      | 36      |
| Združene države Amerike (Billboard Hot Dance Club Play) | 3       |

- Revija Billboard je pesem »All I See« označila za šestindvajseto največkrat predvajano pesem v ameriških klubih leta 2008.[10]

## Zgodovina izidov
| Država                  | Datum            | Format    |
| ----------------------- | ---------------- | --------- |
| Združene države Amerike | 11. marec 2008   | Digitalno |
| Združene države Amerike | 15. april 2008   | Radio     |
| Avstralija              | 1. december 2008 | Digitalno |
| Nova Zelandija          | 1. december 2008 | Digitalno |